# 圜丘遗址
圜丘遗址，也称唐天坛，始建于隋朝，为隋唐两朝皇帝祭天的场所，位于长安之南。唐亡以后，天坛废弃，坛体遗址犹存。现位于陕西省西安市雁塔区天坛路天坛遗址公园内。

## 考古发掘
第一次全国文物普查中，圜丘遗址得到确认，并于1957年列入陕西省文物保护单位。1988年，圜丘遗址所在区域被陕西师范大学征用。1999年3月，中国社会科学院考古研究所对遗址进行了考古发掘。圜丘整体保存较好，为四层圆坛，白灰抹面。每层一周都设有十二陛，呈十二辰位均匀分布。其中正南的午陛最宽，当年皇帝即由此登坛。同年7月，考古人员回填封土，等待进一步的保护方式。2003年至2004年，西安市文物局对遗址进行加固保护。2013年，圜丘遗址列入第七批全国重点文物保护单位。

## 遗址公园

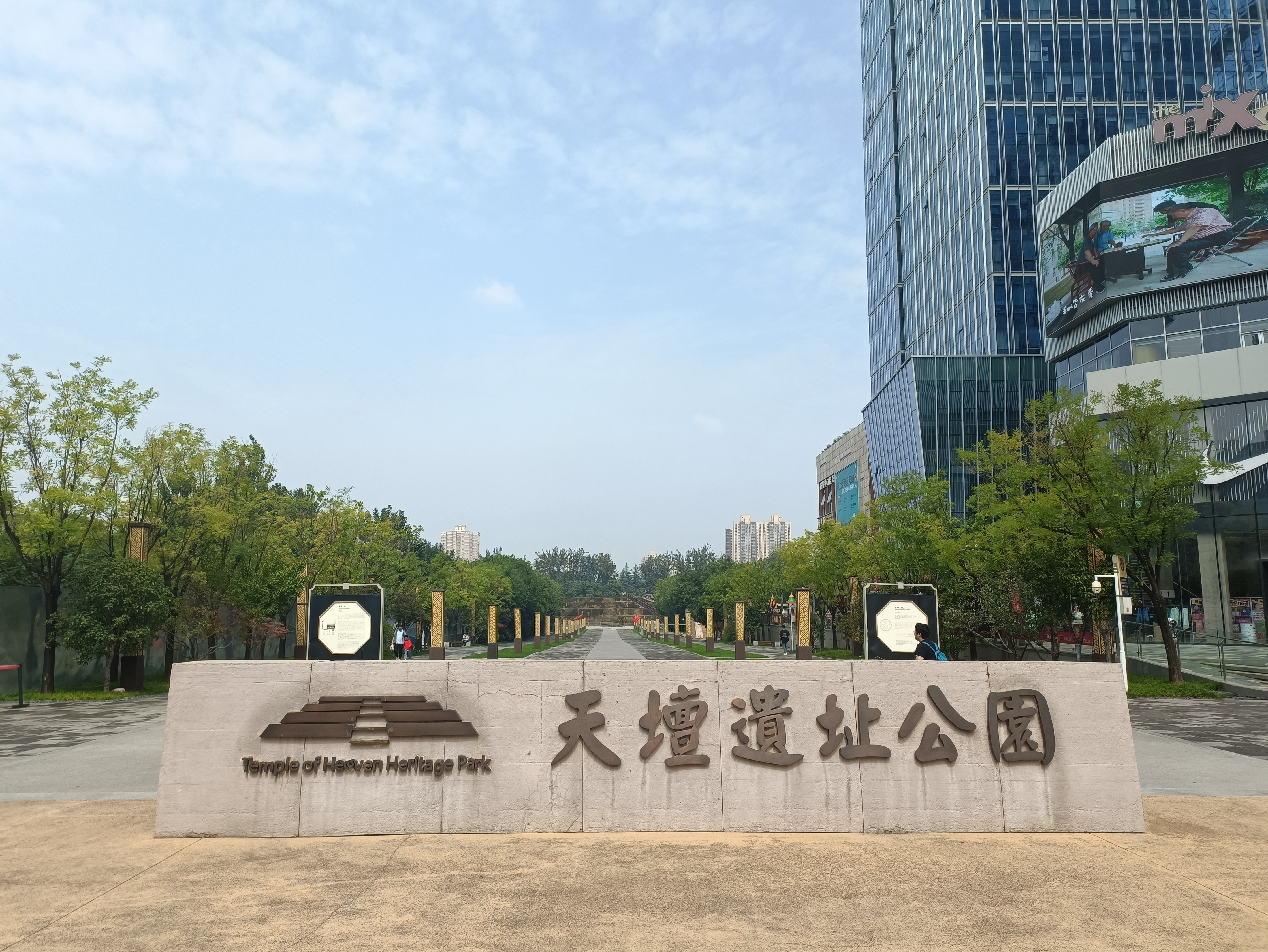
天坛遗址公园

圜丘遗址原位于的陕西师范大学操场东侧。2014年底，西安市政府常务会通过了《天坛遗址公园概念规划》，规划遗址公园占地约35亩，遗址公园内将新建两层天坛博物馆及少量配套设施，天坛遗址按原貌展示，遗址周边新增绿化景观及园区道路，遗址公园南侧规划长200米宽30米的绿化廊道。但之后由于土地产权、拆迁改造等问题，规划并未及时实施。2017—2018年，开展对天坛遗址及周边考古调查和维保工程。2018年2月，遗址公园建成开放。